# My Left Foot
Pour plus de détails, voir Fiche technique et Distribution.
My Left Foot (titre original : My Left Foot: The Story of Christy Brown) est un film irlando-britannique réalisé par Jim Sheridan, sorti en 1989.

## Synopsis
L'histoire vraie de Christy Brown, né en 1932 à Dublin et atteint de paralysie spasmodique. À l'âge de neuf ans, il arrive à contrôler son pied gauche et se met à peindre. Encouragé par le docteur Eileen Cole, de la clinique spécialisée où il suit une thérapie, il fait d'énormes progrès. Puis il tombe amoureux de celle-ci.

## Fiche technique
Sauf indication contraire, les informations mentionnées dans cette section peuvent être confirmées par les bases de données cinématographiques IMDb et Allociné,  présentes dans la section « Liens externes ».
- Titre : My Left Foot
- Titre québécois : My Left Foot: l'histoire de Christy Brown
- Titre original : My Left Foot: The Story of Christy Brown
- Réalisation : Jim Sheridan
- Scénario : Shane Connaughton et Jim Sheridan, d'après l'œuvre littéraire autobiographique de Christy Brown
- Musique : Elmer Bernstein
- Photographie : Jack Conroy
- Montage : J. Patrick Duffner
- Décors : Austin Spriggs
- Costumes : Joan Bergin
- Production : Noel Pearson
  - Production exécutive : Paul M. Heller et Steve Morrison
- Sociétés de production : Ferndale Films, Granada Films et Raidió Teilifís Éireann
- Sociétés de distribution (en salles) : Miramax (États-Unis) ; Les Films Ariane (France) ; Cineplex Odeon Films (en) (Canada)
- Budget : 600 000 livres (880 080 EUR)
- Pays de production :  Royaume-Uni |  Irlande
- Langue originale : anglais
- Format : couleurs - 35 mm
- Genre : Film dramatique, Film biographique
- Durée : 103 minutes
- Dates de sortie :
  - Irlande : 24 février 1989 (première) ; 7 avril 1989 (sortie nationale)
  - Royaume-Uni : 21 juillet 1989
  - Canada : 13 septembre 1989 (Festival du film de Toronto)
  - États-Unis : 23 septembre 1989 (Festival du film de New York) ; 10 novembre 1989 (sortie limitée) ; 30 mars 1990 (sortie nationale)
  - France : 4 avril 1990

## Distribution
Sauf indication contraire, les informations mentionnées dans cette section peuvent être confirmées par les bases de données cinématographiques IMDb et Allociné,  présentes dans la section « Liens externes ».
- Daniel Day-Lewis (VF : Patrick Floersheim) : Christy Brown
  - Hugh O'Conor : Christy Brown (jeune)
- Brenda Fricker (VF : Dany Tayarda) : Mme Brown
- Alison Whelan (VF : Malvina Germain) : Sheila
- Kirsten Sheridan : Sharon
- Declan Croghan (VF : Luc Bernard) : Tom
- Eanna MacLiam (VF : Mark Lesser) : Benny
- Marie Conmee (VF : Nicole Vervil) : Sadie
- Cyril Cusack (VF : Teddy Bilis) : lord Castlewelland
- Phelim Drew : Brian
- Ruth McCabe (VF : Marie Vincent) : Mary
- Fiona Shaw (VF : Anne Jolivet) : le Dr Eileen Cole
- Ray McAnally (VF : Edmond Bernard) : M. Brown
- Pat Laffan (VF : Laurent Hilling) : le barman
- Eileen Colgan : Nan

## Production
Le film avait été proposé pour le Festival de Cannes 1989, mais n'avait pas été pris. Selon le délégué artistique de l'époque, Gilles Jacob, c'est dû au harcèlement téléphonique d'Harvey Weinstein qui distribuait le film aux États-Unis avec sa société Miramax,.

## Distinctions

### Récompenses
- 62e cérémonie des Oscars : 
  - Oscar du meilleur acteur – Daniel Day-Lewis
  - Oscar de la meilleure actrice dans un second rôle – Brenda Fricker

### Nominations
- 62e cérémonie des Oscars : 
  - Oscar du meilleur film – Noel Pearson, producteur
  - Oscar du meilleur réalisateur – Jim Sheridan
  - Oscar du meilleur scénario adapté – Jim Sheridan et Shane Connaughton
- 1990 : prix du public au festival Premiers Plans d'Angers[3]
- 1990 : Independent Spirit Awards pour le meilleur film
- 1989 : BAFTA Film Award du meilleur premier rôle masculin pour Daniel Day-Lewis
- 1989 : BAFTA Film Award du meilleur second rôle masculin pour Ray McAnally[4]
- 1989 : LAFCA Award du meilleur acteur masculin pour Daniel Day-Lewis
- 1989 : LAFCA Award du meilleur second rôle féminin pour Brenda Fricker[5]
- 1989 : NYFCC Award du meilleur acteur masculin pour Daniel Day-Lewis et du meilleur film
- 1990 : 3 nominations au BAFTA Film Award du meilleur maquillage, meilleur scénario d'adaptation et meilleur film
- 1990 : 2 nominations aux Golden Globes pour Daniel Day-Lewis et Brenda Fricker
- 1989 : nommé au prix du cinéma européen du meilleur acteur pour Daniel Day-Lewis